# Роздольне (Цілиноградський район)
Роздо́льне (каз. Раздольное) — село у складі Цілиноградського району Акмолинської області Казахстану. Входить до складу Нуресільського сільського округу.
Населення — 333 особи (2021; 359 у 2009, 334 у 1999, 289 у 1989).
Національний склад станом на 1989 рік:
- росіяни — 41 %.